# 澳洲氣候變化、能源、環境和水部
氣候變化、能源、環境和水部（英語：Department of Climate Change, Energy, the Environment and Water，簡稱：DCCEEW）是澳洲聯邦政府的部門，成立於2022年7月1日，前身為工業、科學、能源和資源部及農業、水和環境部。

## 外部連結
- 官方网站